# ローレンス・ハリス
ローレンス・ハリス（Lawrence Larry Harris、1954年8月4日 - ）は、アメリカ合衆国の元NFL選手でバリトン歌手。
オクラホマ州立大学でディフェンシブラインマンとしてプレーしていた彼は1976年のNFLドラフト7巡目でヒューストン・オイラーズに指名されて入団した。キャンプ中にバム・フィリップスヘッドコーチによってNFLリーディングラッシャーのアール・キャンベルをサポートするオフェンシブラインマンにコンバートされた。1977年にマイアミ・オレンジボウルでのマイアミ・ドルフィンズ戦で初出場したが、7年半のキャリアの大部分をインジャリー・リザーブで過ごした。その後バッファロー・ビルズ、USFLのボストン・ブレイカーズ、CFLのトロント・アルゴノーツでプレーした。
1989年にプロフットボール選手としてのキャリアを終えた後オペラ歌手となった。